# Поле боя (фильм)
Поле боя (англ. Under Heavy Fire) — канадский фильм 2001 года.

## Сюжет
Опытная тележурналистка Кэтлин Мартин отправляется во Вьетнам вместе с бывшими бойцами знаменитой роты «Браво», чтобы снять фильм об их прошлом и настоящем. Но ее репортаж принимает неожиданный оборот, когда выясняется, что у отставного капитана Рэмси, в вину которому ставят гибель бойцов, есть своя правда о событиях. Он хочет забыть о своих ошибках, но его боевые друзья помнят всё так, как будто это было вчера, и готовы заново пережить те далекие, страшные дни.

## В ролях
- Ван Дин — капитан Рэмси
- Джеймс Вулветт — Текс
- Бобби Хоси — Рэй
- Джозеф Гриффин — Ред Фуэнтес
- Кенни Джонсон — Джимми Джо
- Кэрри Отис — Кэтлин
- Дэниэл Кэш — Эрик
- Мартин Коув — Бразинськи
- Остин Фаруэлл — Док Джордан
- Джейсон Бликер — Фред
- Джим Морс — Анне Бейли

## Производство
Первоначально фильм назывался Going Back и имел длительность 149 минут, в таком виде он был показан на Кинорынке Каннского фестиваля. При издании на DVD в США он был сокращён до «более продаваемых» 112 минут, а название заменено на Under Heavy Fire.

## Оценки
Кинокритик Джеральд Пратли включил фильм в свою энциклопедию «Столетие канадского кинематографа» как «потрясающий, мощный и проникновенный».